# Kostel svaté Alžběty (Bílina)
Kostel svaté Alžběty v Bílině byla sakrální stavba původně z 1. poloviny 14. století. Kolem roku 1600 byl renesančně přestavěn a do roku 1640 byl řádovým špitálním kostelem německých rytířů. Kostel i špitál byly zbořeny v letech l942–1942.

## Architektura

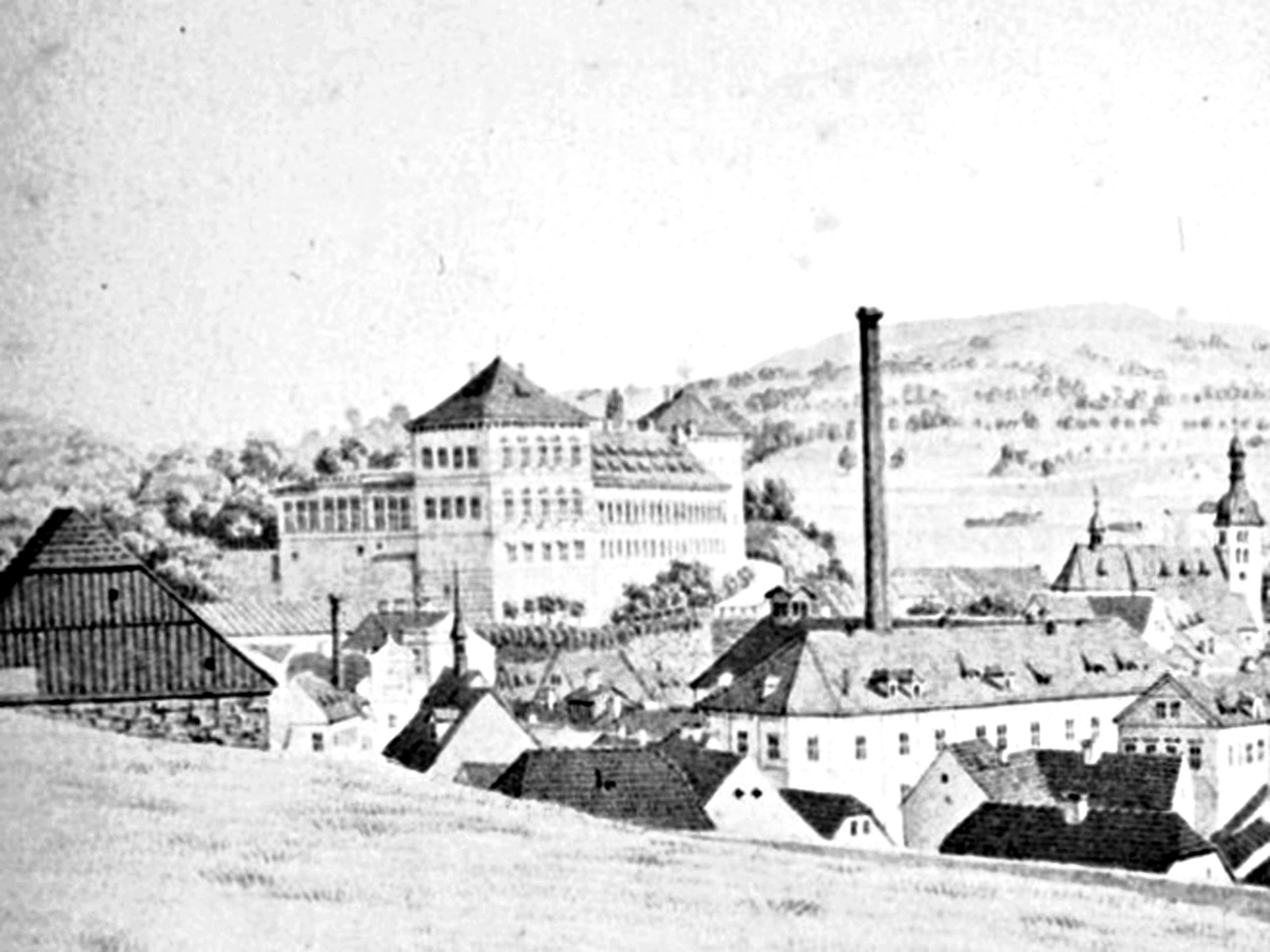
Kostel (vlevo dole pod svahem) a bílinský zámek na kresbě z roku 1883

Původní gotický špitální filiální kostel z 1. poloviny 14. století stál za městskými hradbami na dnešním Pivovarském náměstí.  
Při renesanční přestavbě kolem roku 1600 získal  kostel obdélný tvar s polygonálně uzavřeným presbytářem. Vnějšek byl členěn opěráky a hrotitými okny. Uvnitř byla valená klenba se štukovými žebry. Na západě lodi se nacházela renesanční zděná tribuna na dvou sloupech, která měla křížovou klenbu. V kostele se nacházel zazděný portál z období kolem roku 1600.

## Vybavení

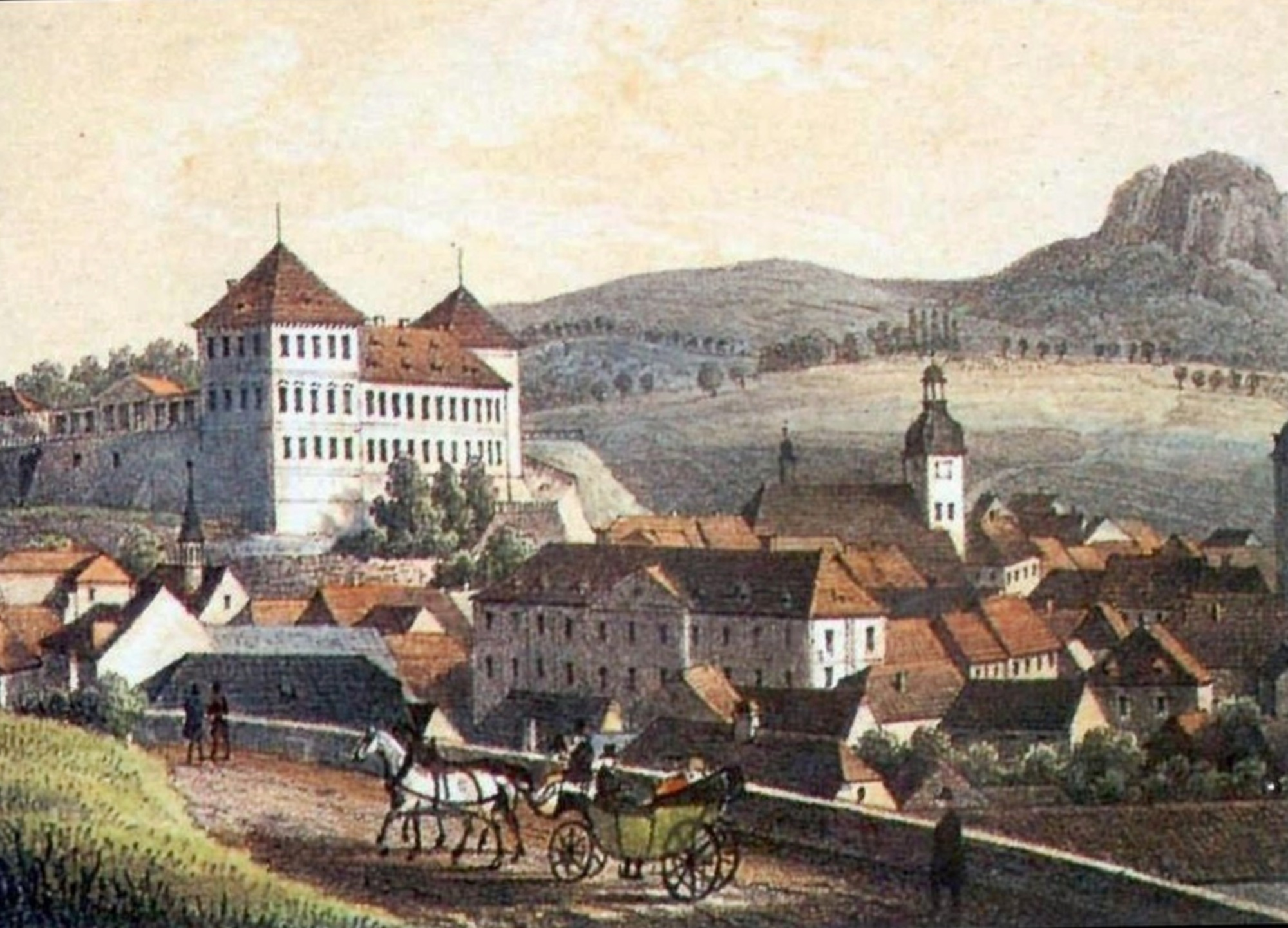
Bílina v 19. století - kostel sv. Alžběty je na obrázku zcela vlevo

Z původního zařízení se zachoval oltář sv. Alžběty umístěný do okresního muzea s renesančním obrazem sv. Alžběty z období kolem roku 1600.Oltářní obraz sv. Alžběty je uložený v teplickém muzeu.

## Špitál
Do roku 1640 existoval při kostele řádový špitál řádu německých rytířů. Následně byl špitál přeměněn na chudobinec a kostel začal být využíván jako hřbitovní.S kostelem byla spojena chodbou budova špitálu. Jednalo se o barokní obdélnou stavbu s typ. dvoutraktovým uspořádním obytných místností a dlouhou podélnou chodbou. Na západě byly připojeny vstupní síň a dvě velké společenské místnosti.